# デジタル同人
デジタル同人（デジタルどうじん）とは、インターネット回線を介したダウンロード販売の形で売買される同人作品（同人誌・同人ソフト）、またはその流通形態を指す呼称である。デジ同人、DL同人とも呼ばれる（#経緯参照）。日本の販売業者が加盟する業界団体としては、デジタル同人販売連絡会 (DHR) がある。

## 概要
デジタル同人として売られている作品は、小説・コミック・CG集・ゲームなどといったもので、ファイル形式もHTML・PDF・スクリプトアプリケーション・実行ファイルに至るまで多岐にわたる。
作者は各々の作品を販売サイトのシステムにアップロードし、登録申請する。申請された作品は（販売サイトによっては審査の後）サイトに登録され、利用者はクレジットカードや電子マネーによる代金支払いと引き換えに作品のデータをダウンロードする権利を得る。

## 経緯
1980年代から既にデータの形での同人作品のやりとりは小規模に行われていたが（主に個人間の有償ないし無償頒布）、ブロードバンド普及以前の通信回線では大規模なデータのやり取りは現実的ではなく、記録媒体にデータをコピーした上で既存の同人ショップの店頭で販売するという形態が中心であった。
World Wide Webが普及して以降、データを回線上で販売する環境が整った。日本において、この同人作品の流通形態における先駆で最大手であるソフトアイランド（現DLsite.com）が運営を開始したのが1996年ごろであり、登録されている作品で一番古い作品は1996年7月である。1999年から始まったブロードバンドインターネット接続の普及に伴い、現実的な流通経路として拡大していった。
「デジタル同人誌」という用語は2000年までには幅広く使われていたことが確認できるが、当時はパソコンを用いて作画・入稿・印刷を行う紙媒体の同人誌製作過程を指す用語であり、販売形態を指すものではなかった。
2002年7月には2ちゃんねるの同人板で、ダウンロード販売形式の同人作品全般の話題を扱うスレッド名にデジ同人という単語が用いられたことが確認できる。
2000年代にデジタル同人を取り扱う販売サイトは増加し、2007年10月にはデジタル同人販売連絡会が発足した。

## 特徴
作り手・売り手側としては在庫を持つ必要がないため、経費がかからないのが最大の利点である。基本的に販売サイトでは、売上げが発生したときにのみ、一部につきあらかじめ規約で設定した手数料を徴収する形になっており、売上げがなかった場合は手数料を徴収されない。そのため、作品の一部ないしは全部を外注していない限りでは赤字になることはない。
このほか、ひとつのコンテンツを長期にわたって販売し続けられることや、買い手側としては自分の嗜好を人に見られずに済むこと、自宅から好きなときに入手可能であることがメリットとしてあげられる。
一方、データであるがために簡単にコピーが可能であるため、無断で無料公開されたり海賊版として他者から販売されたりする場合もある。対抗策として、データにデジタル著作権管理（いわゆるプロテクト）をかける作者も少なくない。
また、二次創作の作品の場合、従来の販売経路とデジタル同人ではキャラクターの版権の取り扱いが変わる場合もある。例としては、クリプトン・フューチャー・メディアは、通常の同人誌の対面販売は非営利（対価はあくまでも発行コストの回収）と見なす一方、ダウンロード販売では前述の通り「大規模の頒布を極めて低廉なコストで行える」ことから、キャラクターの利用を許諾しないと明言している。

## 主な販売サイト
配列は五十音順。

### ダウンロード販売専門
- ギュッと!
- DLsite
- DD-STYLE.COM
- DiGiket.com
- FANZA同人

### 実店舗を有する小売店のダウンロード販売部門
- げっちゅ屋 - DL.Getchu.com
- メロンブックス - Melonbooks.com→メロンブックス本サイト内へ移動して販売運営中

### かつて存在したサイト
- アキバイン.com（2016年3月31日に閉鎖）
- エルフィックス(運営元の倒産に伴い閉鎖)
- コミックとらのあな（「とらのあなダウンロードストア」は2015年12月15日にサービス終了）
- サーパラマーケット (運営会社移管・譲渡のため、2015年7月24日に閉鎖。翌月の8月3日よりオープンした下記のトルセル(譲渡先)へ販売移行)
- トルセル (2020年2月15日に閉鎖)
- Galge.com（デジガールストアへ移行）
- デジガールストア - ベクター運営（2014年1月15日に閉鎖）
- デジ同人ALICE（2011年9月1日に「同人堂」を運営する株式会社T-GATEへ事業譲渡）
- デジぱれ（2011年8月31日に閉鎖）
- 同人堂（2014年2月6日に閉鎖）
- Quick Comic (2023年3月現在所在不明)
- Comia (WEBアプリ制作会社群青堂運営。2010年3月19日開設後、登録作品もほとんどなく休眠状態→閉鎖)